# サイレント・ツインズ
『サイレント・ツインズ』（原題：The Silent Twins）は、「無口な双子（The Silent Twins）」として知られる実在の双子の姉妹、ジューン&ジェニファー・ギボンズを描いた2022年の国際共同製作の伝記映画。アグニェシュカ・スモチンスカが監督し、アンドレア・シーゲルがマージョリー・ウォレスの同名著書を脚色した。 
本作は2022年5月24日、2022年カンヌ国際映画祭の「ある視点」部門でワールドプレミア上映され、フォーカス・フィーチャーズにより2022年9月16日にアメリカで公開され、ユニバーサル・ピクチャーズにより2022年12月9日にイギリスで公開された。また、 2022年10月に第27回釜山国際映画祭の「ワールドシネマ」部門でも上映された。
日本では、2023年11月24日から30日まで「ポーランド映画祭2023」で上映された。

## キャスト
| 役名                   | 俳優                             | 日本語吹替 |
| ---------------------- | -------------------------------- | ---------- |
| ジューン・ギボンズ     | レティーシャ・ライト             | 志田有彩   |
| ジェニファー・ギボンズ | タマラ・ローランス               | 近藤唯     |
| マージョリー・ウォレス | ジョディ・メイ                   | 浅野真澄   |
| ティム・トーマス       | マイケル・スマイリー             | 根本泰彦   |
| グロリア・ギボンズ     | ナディーン・マーシャル           | 仲村かおり |
| オーブリー・ギボンズ   | トレヴァ・エティエンヌ           | 東和良     |
| ハミルトン             | ベン・ムーア                     | 志賀麻登佳 |
| 男性書記官             | ジュリアン・ボウス               | 高橋大輔   |
| ウェイン・ケネディ     | ジャック・バンデイラ             | 星野佑典   |
| グレタ                 | アマラ・ジェイ・セント・オービン | 新井笙子   |
| 裁判官                 | ジョン・ハイアット               | 小林操     |
| ジョージ               | デクラン・ジョイス               | 上住谷崇   |
| ダイアン               | リタ・レイダー                   | 馬場菜緒   |
| ペギー                 |                                  | 愛ともえ   |

- 日本語吹替版スタッフ
翻訳：岡田真由子、演出：加藤千里、録音・調整：鶴田伸也、製作：IMAGICAエンタテインメントメディアサービス

## 製作
2020年2月、レティーシャ・ライトとタマラ・ローランスが、マージョリー・ウォレスによる1986年の同名小説を原作とした映画『The Silent Twins』で、双子の姉妹ジューン・ギボンズとジェニファー・ギボンズ役にキャスティングされたことが発表された。アグニェシュカ・スモチンスカが監督、アンドレア・シーゲルが脚本を手掛ける予定で、スモチンスカにとっては英語の映画デビュー作となる。
2021年4月8日、フォーカス・フィーチャーズがこの映画の米国配給権を取得し、親会社のユニバーサル・ピクチャーズが国際配給権を取得したことが発表された。主要撮影はポーランドで終了した。

## 評価
批評集積サイトRotten Tomatoesでは、84人の批評家のレビューのうち69%が肯定的で、平均評価は6.3/10となっている。同サイトの総評は、「インスピレーションの元となった実話の真髄を捉えるのに苦労しているが、『サイレント・ツインズ』は実際の出来事を巧みに演じ、感動的にドラマ化している」となっている。加重平均を使用するMetacriticは、25人の批評家に基づいてこの映画に100点満点中59点を付け、「賛否両論または平均的なレビュー」を示している。